# Trantüte
Trantüte ist eine umgangssprachliche, abwertende Bezeichnung für Personen, die als langsam und träge wahrgenommen werden. Der Begriff ist im deutschen Sprachraum verbreitet.

## Etymologie
Der Begriff Trantüte ist eine Komposition der Wörter Tran und Tüte.
- Tran: im Tran (umgangssprachlich: 1. [durch Alkoholgenuss, Schläfrigkeit o. Ä.] völlig benommen.  2. [bei einer zur Gewohnheit, Routine gewordenen Tätigkeit] zerstreut, geistesabwesend: etwas im Tran vergessen.).[1] Tran kommt aus dem Niederdeutschen und hat den gleichen Ursprung wie das Wort Träne, bedeutet so etwas wie Tropfen, und wenn etwas tropft, ist das auch ein langsamer Vorgang. Außerdem ist Tran laut Deutsche Welle verwandt mit dem Begriff Trance (lateinisch: transire „hinübergehen, überschreiten“).[2]

- Tüte: ein  'horn- bzw. röhrenförmiges blasinstrument' etwa wie bei Tutenblaser, Flüstertüte; kommt im Obersächsischen in der Komposition trantute 'verschlafener mensch, träumer' vor[3] (vgl. Tüt = 'Nachtwächter' zb. in Leipzig).[3][4]

## Sprachliche Einordnung
Trantüte gehört zur Kategorie der Schimpfwörter oder Dysphemismen, die als abwertende Beleidigung wahrgenommen werden.
Es existieren zahlreiche synonyme oder verwandte Begriffe, die regional und kontextuell variieren können:
- Trödler/Trödeltante
- Schnarchnase
- Lahmarsch (vulgär)
- Schlafmütze
- Tranfunzel
- Transuse[6]

## Kulturelle Bedeutung
Verwendung findet der Begriff Trantüte für Personen, die sich langsam und schläfrig verhalten.